# Cosentinia vellea
Cosentinia vellea är en kantbräkenväxtart. Cosentinia vellea ingår i släktet Cosentinia och familjen Pteridaceae.

## Underarter
Arten delas in i följande underarter:
- C. v. bivalens
- C. v. vellea

## Bildgalleri

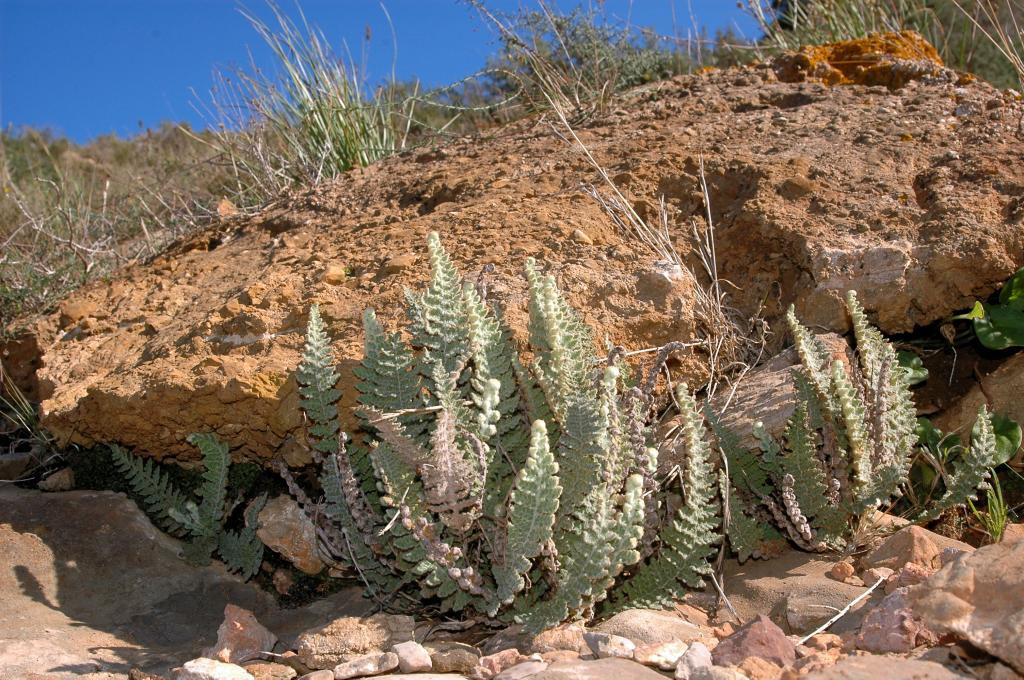
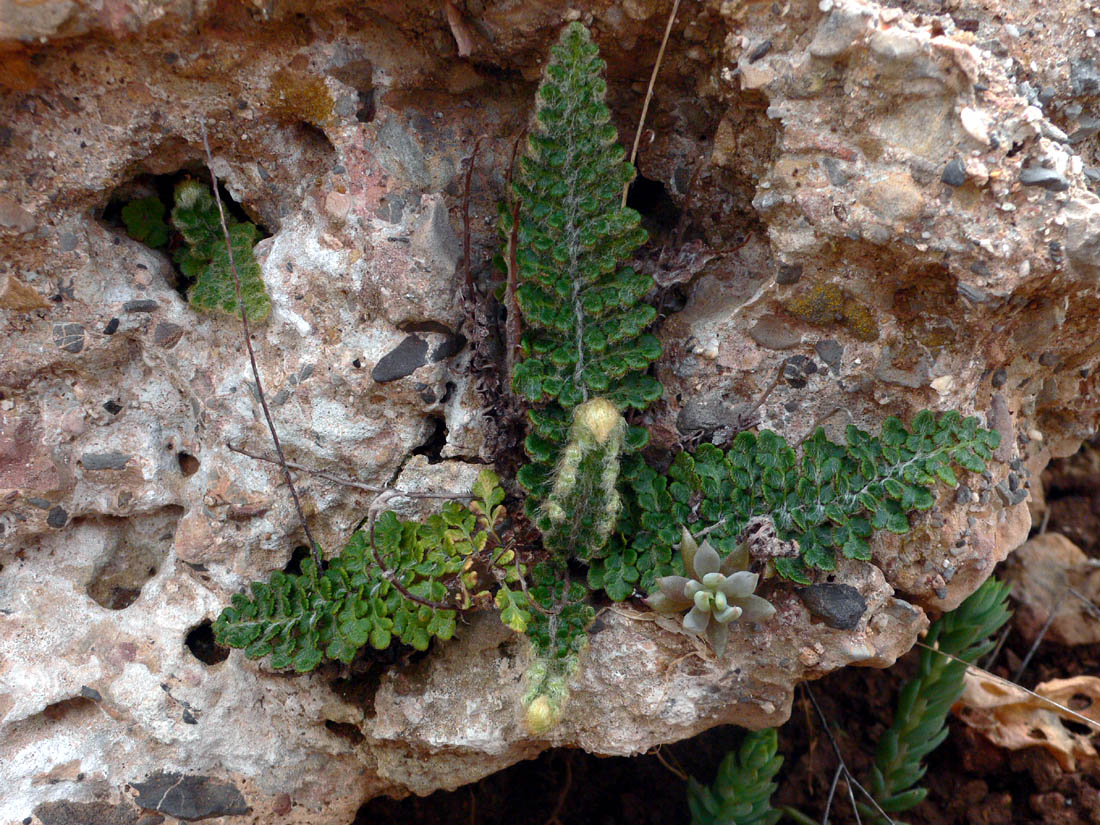